# هنري هنت
هنري هنت (بالإنجليزية: Henry Hunt)‏ (و. 1773 – 1835 م) هو سياسي، من المملكة المتحدة لبريطانيا العظمى وإيرلندا، توفي عن عمر يناهز 62 عاماً.

## مناصب
تولى منصب عضو البرلمان في المملكة المتحدة ‏.

## روابط خارجية
- هنري هنت على موقع الموسوعة البريطانية (الإنجليزية)